# Сариколь (Кегенський район)
Сарико́ль (каз. Сарыкөл) — село у складі Кегенського району Алматинської області Казахстану. Входить до складу Тасашинського сільського округу.
Населення — 48 осіб (2021; 85 у 2009, 129 у 1999, 302 у 1989).